# Caecilia armata
Espèce
Statut de conservation UICN

 DD  : Données insuffisantes
Caecilia armata est une espèce de gymnophiones de la famille des Caeciliidae.

## Répartition
Cette espèce est connue d'une localité type qui est présumée se trouver au Brésil.

## Publication originale
- Dunn, 1942 : The American caecilians. Bulletin of the Museum of Comparative Zoology, vol. 91, no 6, p. 437-540 (texte intégral).